# Cimetière de West Point
Le cimetière de West Point est un cimetière militaire américain situé sur les terres de l'Académie militaire de West Point, dans l'État de New York.

## Personnalités enterrées
- Major-général Robert Anderson, officier de l'Armée de l'Union et commandant du fort Sumter au début de la guerre de Sécession
- Major-général John Buford, officier de cavalerie de l'Armée de l'Union qui joua un rôle important lors de la bataille de Gettysburg
- Major-général Daniel Butterfield, compositeur de la sonnerie Taps
- Général Lucius D. Clay, responsable de l'installation du pont aérien de Berlin
- Lieutenant-colonel George Armstrong Custer, officier de cavalerie durant la guerre de Sécession et les guerres indiennes, tué à la bataille de Little Bighorn
- Lieutenant-général James M. Gavin, plus jeune général américain durant la Seconde Guerre mondiale
- Major-général George Washington Goethals, superviseur de la construction du canal de Panama
- Major général Joseph B. Kiddoo, général de l'armée de l'Union au cours de la guerre de Sécession et de l'armée régulière, et commissaire adjoint du bureau des affranchis au Texas, en 1866 et 1867.
- Colonel David « Mickey » Marcus, premier général d'Israël
- Major-général Wesley Merritt, officier durant la guerre de Sécession et la guerre américano-mexicaine
- Général Alexander Patch, commandant des forces d'invasion lors de la bataille de Guadalcanal et de la 7e armée après le débarquement en Europe
- Lieutenant-général Winfield Scott, commandant de l'United States Army de 1841 à 1861
- Major-général George Sykes, officier durant la guerre de Sécession
- Brigadier-général John T. Thompson, inventeur du pistolet-mitrailleur Thompson
- Général William Westmoreland, commandant des opérations militaires de la guerre du Viêt Nam entre 1964 et 1968
- Lieutenant-colonel Edward White II, premier Américain à avoir réalisé une sortie extravéhiculaire, mort accidentellement dans l'incendie d'Apollo 1